# Q梅西纳多项式
Q梅西纳多项式以基本超几何函数定义如下：
{\displaystyle M_{n}(q^{-x};b,c;q)=_{2}\Phi _{1}(q^{-n},q^{-x};bq;q;-q^{n+1}/c)}

## 极限关系
Q梅西纳多项式→Q拉盖尔多项式;
令Q梅西纳多项式中{\displaystyle b=q^{\alpha }},以及{\displaystyle q^{-x}=cq^{\alpha }x},然后取{\displaystyle c\to \infty }即得Q拉盖尔多项式。
{\displaystyle \lim _{c\to \infty }M_{n}(cq^{\alpha }x;q^{\alpha },c;q)={\frac {(q;q)_{n}}{(q^{\alpha +1};q)_{n}}}}

## 图集
|  |  |  |

|  |  |  |